# Хохлов, Моисей Залманович
Моисе́й За́лманович Хохло́в (23 октября 1923, Москва — 5 мая 2015, Рестон, штат Виргиния, США) — советский геофизик, воин-пехотинец в годы Великой Отечественной войны, отличившийся в битве за Днепр, Герой Советского Союза (29.10.1943). Кандидат физико-математических наук. Капитан запаса (4.04.1975).

## Биография
По национальности еврей. Отец работал бухгалтером в наркомате цветной металлургии.
Работал токарем на заводе в Свердловске (сейчас Екатеринбург). В Красную Армию был призван в октябре 1941 года.
В действующей армии с февраля 1942 года. Он был командиром отделения 1318-го стрелкового полка и участвовал в оборонительных боях на Курской дуге. Выстояв под ударами вражеской авиации и артиллерии, сержант Моисей Хохлов в составе 163-й стрелковой дивизии принял участие в контрнаступлении на Харьков. Именно тогда Моисей 3алманович с бойцами отделения испытал ярость сопротивления гитлеровцев. При отражении танковых атак часто приходилось применять связки гранат. И сержант Хохлов показывал своим бойцам пример бесстрашия.
В последующем, участвуя в освобождении Киева, отделение Хохлова ночью, форсировав Днепр, захватила важный плацдарм. Четверо суток пришлось отбивать на этом клочке земли контратаки немцев, но переправу роты бойцы обеспечили. Звание Героя М. 3. Хохлову было присвоено 29 октября 1943 года.
После войны окончил МГУ (1950), аспирантуру. Защитил кандидатскую диссертацию по теме «Исследование высокочастотного факельного разряда оптическим методом» (1953). Жил в Москве, работал старшим научным сотрудником в Институте космических исследований Академии наук СССР. С 1996 года жил и работал в США.

## Награды
Орден Ленина (1943);
Орден Отечественной войны 1-й степени (1985);
Медаль «Золотая Звезда» (1943).

## Публикации
Автор многочисленных научных трудов по исследованию ионосферы и магнетизма Земли, квантовой механике, астрофизике:
- Ремизов А. П., Хохлов М. З. Исследование в ионосфере при помощи спутника «Космос-378», 3. Изучение потоков электронов в диапазоне энергий 0,5 — 12 Кэв // Геомагнетизм и аэрономия: журнал. — М., 1975. — Т. 15. — № 1. — С. 3—9.
- Хохлов М. З. Исследование в ионосфере при помощи спутника «Космос-378», 4. Структура областей регистрации электронов с энергиями 0,5 — 12 Кэв и их конвекция // Геомагнетизм и аэрономия: журнал. — М., 1975. — Т. 15. — № 2. — С. 207—213.
- Хохлов М. З. Исследование в ионосфере при помощи спутника «Космос-378», 5. Анизотропия электронных потоков 0,5 — 12 Кэв на высоких широтах // Геомагнетизм и аэрономия: журнал. — М., 1975. — Т. 15. — № 2. — С. 214—220.
- G. B. Sholomitski, V. A. Soglasnova, I. A. Maslov, V. D. Gromov, M. Z. Khokhlov, V. V. Artamonov. Spectral and polarimetric instrumentation for the aircraft astrophysical investigations in the range 50—500mkm (1976).
- G. B. Sholomitskij, V. M. Balebanov, V. D. Gromov, I. A. Maslov, Y. V. Nikolskij, A. S. Petukhov, O. F. Prilutskij, V. G. Rodin, V. A. Soglasnova, M. Z. Khokhlov, V. A. Shaposhnikov. Submillimeter-wavelength cooled telescope (1986).